# Cornuda
Cornuda ist eine nordostitalienische Gemeinde (comune) mit 6196 Einwohnern (Stand 31. Dezember 2023) in der Provinz Treviso in Venetien. Die Gemeinde liegt etwa 25,5 Kilometer nordwestlich von Treviso auf der westlichen Seite des Piave. 

## Geschichte
1848 kam es im Unabhängigkeitskrieg bei Cornuda zur Schlacht zwischen Österreich und den Truppen des Kirchenstaats, die die Habsburger für sich entscheiden konnten.

## Gemeindepartnerschaft
Cornuda unterhält eine Partnerschaft mit der österreichischen Gemeinde Natschbach-Loipersbach in Niederösterreich.